# Nuillé-le-Jalais

Nuillé-le-Jalais este o comună în departamentul Sarthe, Franța. În 2009 avea o populație de 465 de locuitori.